# Quantitative Analyse (Finanzen)
Quantitative Analyse ist die Verwendung  mathematischer und statistischer Methoden (Finanzmathematik) im Finanzwesen. Die Fachleute in diesem Bereich sind quantitative Analysten (oder Quant (Finanzjargon)). Quants tendieren dazu, sich auf bestimmte Bereiche zu spezialisieren, die die Strukturierung oder Preisgestaltung von Derivaten, das Risikomanagement, den algorithmischen Handel und das Investitionsmanagement umfassen können. Der Beruf ist ähnlich dem der Industriemathematik in anderen Branchen. Der Prozess besteht in der Regel aus der Suche nach Mustern in großen Datenbanken, wie z. B. Korrelationen zwischen liquiden Vermögenswerten oder Preisbewegungsmustern (Trendfolge oder Mean-Reversion). Die sich daraus ergebenden Strategien können den Hochfrequenzhandel beinhalten.
Obwohl die ursprünglichen quantitativen Analysten „Sell-Side-Quants“ von Market-Maker-Firmen waren, die sich mit der Preisgestaltung und dem Risikomanagement von Derivaten beschäftigten, hat sich die Bedeutung des Begriffs im Laufe der Zeit auf die Personen erweitert, die in fast jede Anwendung der mathematischen Finanzen einbezogen sind, einschließlich „Buy Side“. Beispiele sind statistische Arbitrage, quantitatives Investitionsmanagement, algorithmischer Handel und elektronisches Market Making.
Einige der größeren Vermögensverwalter, die quantitative Analysen verwenden, sind Renaissance Technologies, Winton Group, D. E. Shaw & Co., AQR Capital Management und Two Sigma Investments.